# Jimmy McGill (futbolista nacido en 1926)
Jimmy McGill (10 de marzo de 1926 - 21 de abril de 2013) fue un jugador de fútbol profesional escocés que jugaba en la demarcación de delantero.

## Biografía
Jimmy McGill debutó como futbolista profesional en 1946 a la edad de 20 años con el Bury FC, donde permaneció media temporada. Posteriormente en marzo de 1947 fue traspasado al Derby County FC, debutando el 3 de mayo en primera división contra el Huddersfield Town FC. Jugó durante 2 temporadas y media, siendo fichado, al terminar su estancia en el Derby County, por el Kilmarnock FC en octubre. Durante las dos temporadas que permaneció en el club jugó un total de 16 partidos y marcando un total de dos goles. Tras no tener sitio en el primer equipo fue traspasado al Berwick Rangers FC. Tras dos temporadas en las que jugó de titular bastantes partidos con el club, fue fichado por el Queen of the South FC en septiembre. Tras cinco temporadas fue fichado por último por el Cowdenbeath FC, equipo en el que se retiró en 1959 a los 33 años.
Falleció el 21 de abril de 2013 a los 87 años de edad tras una larga lucha contra la demencia.

## Clubes
| Club                  | País       | Año         |
| --------------------- | ---------- | ----------- |
| Bury FC               | Inglaterra | 1946        |
| Derby County FC       | Inglaterra | 1946 - 1949 |
| Kilmarnock FC         | Escocia    | 1949 - 1951 |
| Berwick Rangers FC    | Escocia    | 1951 - 1953 |
| Queen of the South FC | Escocia    | 1953 - 1958 |
| Cowdenbeath FC        | Escocia    | 1958 - 1959 |